# 米沢ラジオ中継局
米沢ラジオ中継局（よねざわラジオちゅうけいきょく）は、山形県米沢市にあるNHK山形放送局と山形放送（YBC）の中波放送中継局の総称。送信施設としての名称は、NHKが米沢ラジオ中継放送所、YBCが米沢ラジオ送信所である。

## 概要
- 当送信所は、米沢市内に置局されており、置賜地方（小国町を除く）に向けて電波を発射している。

## 送信所送信施設概要
| 放送局名         | 呼出符号 | 周波数  | 空中線電力 | 放送対象地域 | 放送区域内世帯数 | 開局年月日    |
| ---------------- | -------- | ------- | ---------- | ------------ | ---------------- | ------------- |
| NHK山形ラジオ第1 | なし     | 1026kHz | 100W       | 山形県       | 約5万6000世帯    | 1952年4月27日 |
| NHK山形ラジオ第2 | なし     | 1359kHz | 100W       | 全国放送     | 約5万6000世帯    | 1953年8月1日  |
| YBC山形放送      | なし     | 918kHz  | 1kW        | 山形県       | 約-世帯          | 1974年8月28日 |

- NHKの呼出符号は、第1放送がJOJQ、第2放送がJOJZであったが、1967年11月1日に廃止された。
- 国道13号西栗子トンネルと東栗子トンネルでは、当中継局のトンネル内再送信が行われている（在福局も同時に再送信）。

### 中継局所在地
- NHK…山形県米沢市米沢市直江石堤1番3号[2]
- YBC…山形県米沢市塩野町塩野